# Championnat d'Europe de hockey sur glace 1914
Navigation
Allemagne 1913 Suède 1921
Le cinquième championnat d'Europe de hockey sur glace a eu lieu du 25 au 27 février 1914 à Berlin en  Allemagne. C'est la troisième fois que le championnat a lieu en Allemagne.

## Contexte et déroulement
Ce championnat s'est déroulé quelques mois avant le début de la première Guerre mondiale et il n'y aura pas de championnat jusqu'en 1921. Trois nations seulement se sont disputé le titre de la Belgique même si les Belges, qui avaient créé la surprise l'année passée, n'avaient pas beaucoup de chance de réaliser le doublet.
- Bohême 9-1 Belgique
- Allemagne 4-1 Belgique
- Allemagne 0-2 Bohême

## Classement
|        | Équipe    | PJ | V | N | D | BP | BC |
| ------ | --------- | -- | - | - | - | -- | -- |
| Or     | Bohême    | 2  | 2 | 0 | 0 | 11 | 1  |
| Argent | Allemagne | 2  | 1 | 0 | 1 | 4  | 3  |
| bronze | Belgique  | 2  | 0 | 0 | 2 | 2  | 13 |